# NGC 3605
NGC 3605 (другие обозначения — UGC 6295, MCG 3-29-19, ZWG 96.19, PGC 34415) — эллиптическая галактика (E4) в созвездии Льва. Открыта Уильямом Гершелем в 1784 году.
Галактика находится на расстоянии 20 мегапарсек от Млечного Пути, её звёздная масса составляет 5,7⋅1010 M⊙. В пределах 1 минуты дуги от центра галактики обнаружено 10 шаровых звёздных скоплений. Разные параметры галактики, такие, как светимость, распределение энергии в спектре и морфология, хорошо объясняются тем, что галактика возникла при слиянии приблизительно равных по массе и по моменту вращения галактик, имеющих форму трёхосных эллипсоидов. Средний возраст звёзд во внутренних областях составляет 5 миллиардов лет, во внешних — 6 миллиардов.
Этот объект входит в число перечисленных в оригинальной редакции «Нового общего каталога».
Галактика NGC 3605 входит в состав группы галактик NGC 3607. Помимо NGC 3605 в группу также входят ещё 9 галактик.